# Hortus Regius Monacensis
Hortus Regius Monacensis (abreviado Hort. Reg. Monac.) es un libro con ilustraciones y descripciones botánicas que fue escrito conjuntamente por Franz Paula von Schrank y Carl Friedrich Philipp von Martius y publicado en el año 1829.